# Pudding alla banana
Il pudding alla banana (banana pudding) è un dessert statunitense.

## Storia
Una delle prime ricette di pudding alla banana venne pubblicata nel Kentucky Receipt Book (1903) di Mary Harris Frazer che, a differenza del dolce odierno, non ha le cialde alla vaniglia. Benché correlato alla cucina degli USA meridionali, il dolce è noto in tutti gli USA. Durante il primo fine settimana di ottobre di ogni anno si tiene, nel piccolo comune di Centerville (Tennessee), il National Banana Pudding Festival.

## Caratteristiche e preparazione
Il pudding alla banana è un dolce simile al trifle a base di crema pasticcera aromatizzata alla vaniglia, biscotti (solitamente cialde alla vaniglia o savoiardi), banane fresche tagliate a fette, e panna montata o meringa. Per preparare il pudding alla banana è sufficiente alternare diversi strati di banane, crema pasticcera e wafer in un piatto e guarnire con panna montata o meringa. Col tempo, le cialde assorbiranno la crema pasticcera e i sapori dei vari ingredienti si mescoleranno fra loro.